# Boligee, Alabama
Boligee là một thị trấn thuộc quận Greene, tiểu bang Alabama, Hoa Kỳ. Dân số năm 2009 là 331 người, mật độ đạt 32 người/km².